# Listă de regizori brazilieni
Aceasta este o listă de regizori de film brazilieni:

Cuprins: Început - 0–9 A B C D E F G H I J K L M N O P Q R S T U V W X Y Z

- Aluizio Abranches
- Alê Abreu
- Gilda de Abreu
- Carine Adler
- Karim Aïnouz
- Renalto Alves
- Tata Amaral
- Fernando Grostein Andrade
- João Batista de Andrade
- Joaquim Pedro de Andrade
- Joel Zito Araújo
- Cláudio Assis
- Dionísio Azevedo
- Jom Tob Azulay
- Hector Babenco
- Julia Bacha
- Bruno Barreto
- Fábio Barreto
- Lima Barreto
- Luiz de Barros
- Laís Bodanzky
- Beto Brant
- Júlio Bressane
- Zózimo Bulbul
- João Callegaro
- Carla Camurati
- Vittorio Capellaro
- Maurice Capovila
- Ana Carolina (director)
- Arturo Carrari
- Luiz Fernando Carvalho
- Alberto Cavalcanti
- César Charlone
- Carlos Coimbra
- Eduardo Coutinho
- Heitor Dhalia
- Cacá Diegues
- Anselmo Duarte
- Miguel Faria, Jr.
- Reginaldo Faria
- Roberto Farias
- Ary Fernandes
- Daniel Filho
- Jorge Furtado
- Adriano Goldman
- Ruy Guerra
- Cao Hamburger
- Carlos Imperial
- Tatiana Issa
- Arnaldo Jabor
- Otavio Juliano
- Eugenio Centenaro Kerrigan
- Walter Hugo Khouri
- Iara Lee
- Walter Lima, Jr.
- Kátia Lund
- Sérgio Machado
- José Mojica Marins
- Roberta Marques
- Humberto Mauro
- Amácio Mazzaropi
- Fernando Meirelles
- Selton Mello
- Mesquitinha
- Flávio Migliaccio
- Jayme Monjardim
- Flávia Moraes
- Paulo Morelli
- Pedro Neschling
- David Neves
- Carlos Augusto de Oliveira
- José Padilha
- Tom Payne
- Mário Peixoto
- Luis Sérgio Person
- Paulo Porto
- Afonso Poyart
- Guilherme de Almeida Prado
- Helvécio Ratton
- Edilberto Restino
- Sérgio Rezende
- Daniel Ribeiro
- Sérgio Ricardo
- Glauber Rocha
- João Moreira Salles
- Walter Salles
- Roberto Santos
- Nelson Pereira dos Santos
- Roberto Santucci
- Werner Schünemann
- David Schurmann
- Silvio Tendler
- Paulo Thiago
- Daniela Thomas
- Sérgio Toledo
- João Silvério Trevisan
- Pedro Vasconcellos
- Andrucha Waddington
- Guilherme Weber
- Nelson Xavier
- Tizuka Yamasaki
- Leon Hirszman